# Hans Stanek (Manager)
Hans Stanislav Stanek (* 27. Januar 1916 in Zürich; † 29. Juni 2009) war ein Schweizer Auto-Manager, Rennfahrer und Sportfunktionär.

## Leben und berufliche Laufbahn
Stanek beendet seine Schullaufbahn mit einem Diplom der Handelsschule Zürich und startete seine berufliche Laufbahn 1934 im Automobilhandel. Von 1943 bis 1972 war er für die AMAG-Gruppe tätig. Stanek wurde 1952 Direktor und 1968 Generaldirektor des Unternehmens. Im Januar 1972 wurde Stanek, der bis anhin als erfolgreichster Autoverkäufer der Schweiz galt, bei vollem Gehalt und umfangreichen Pensionszusagen von der AMAG-Gruppe auf Wunsch von Volkswagen entlassen. Drei Tage später berief Toyota Schweiz ihn zu ihrem neuen Generaldirektor. 1982 trennte sich Toyota von Stanek und er wurde Generaldirektor und Verwaltungsratspräsident der neu gegründeten Nissan Schweiz AG. Von 1984 an war Stanek als Berater für Automobilhändler tätig. Ab 1986 war er für ein Jahr als Taxifahrer in der Gemeinde Schwerzenbach.
Stanek engagierte sich viele Jahre beim Lions Club Zürich. Er war verheiratet und Vater von vier Kindern.

## Sport
Als Jugendlicher spielte Stanek Fussball beim FC Unterstrass. Später war er aktiver Schwimmer.
Von 1949 an nahm Stanek mit einem VW Käfer an Schweizer Bergrennen teil. 1952 wechselte er zu Porsche und fuhr ab 1953 einen  Glöckler-Porsche 1500 Super. Stanek beendete den aktiven Automobilrennsport 1956. Bis 1975 engagierte er sich auch als Rennsport-Instruktor.

## Sportfunktionär
Stanek kam 1965 zur Supporter-Vereinigung des Fussballclubs FC Zürich und war acht Jahre auch deren Präsident. Später wurde er in den Vorstand des FC Zürich berufen, dem er zehn Jahre angehörte. Von 1984 bis 1986 war Stanek Präsident des FC Zürich.